# Josef Jelínek (calciatore 1916)
Josef Jelínek, soprannominato Pépi (Vienna, 21 settembre 1916 – ...), è stato un calciatore austriaco, di ruolo centrocampista.

## Carriera
Tra il 1937 ed il 1939 gioca due campionati con i cadetti del Tolosa, ottenendo il quarto posto nella Division 2 1938-1939.
A seguito degli eventi della seconda guerra mondiale e della conseguente invasione tedesca della Francia l'attività sportiva del suo club si fa più rada e l'unica competizione ufficiale transalpina rimane la Coppa di Francia. Nel 1943 vince con il Tolosa il girone sud del campionato di guerra francese.
Nel 1943-1944 disputa con il ÉF Toulouse-Pyrénées, incarnazione temporanea del Tolosa, il Campionato Federale di Francia, disputatosi al posto del normale campionato con formazioni a carattere regionale, ottenendo il sesto posto finale.
In forza la Tolosa gioca anche il campionato di guerra 1944-1945.
Terminata la guerra è in forza al Roubaix-Tourcoing, con cui ottiene il terzo posto nella Division 1 1945-1946.
Nelle due stagioni seguenti è in forza ai cadetti del Lyon OU, mentre nella stagione 1948-1949 è al Valenciennes, sempre nella seconda divisione transalpina.
Nel 1949 torna a giocare nella massima serie francese, ingaggiato dal Sète, con cui ottiene come miglior piazzamento il quattordicesimo posto nella Division 1 1949-1950.